# Bagnolo di Po
Bagnolo di Po är en ort och kommun i provinsen Rovigo i regionen Veneto i Italien. Kommunen hade 1 204 invånare (2018).